# Revolutions per Minute (Rise-Against-Album)
Revolutions per Minute (deutsch: „Revolutionen pro Minute“) ist das zweite Album der US-amerikanischen Punk-Rock-Band Rise Against. Es beinhaltet die Singles Like the Angel und Heaven Knows sowie ein Cover von Journeys Any Way You Want It. Von diesem Album gab es eine limitierte, auf 217 Stück limitierte Vinyl in Rot.
Revolutions per Minutes Hauptthemen sind sozial-politische Konflikte (Blood-Red, White, & Blue und Black Masks & Gasoline), aber auch persönliche und beziehungsspezifische Probleme (Like the Angel und Heaven Knows). Der Song Last Chance Blueprint beinhaltet Teile des Films American Beauty. Like the Angel ist der Soundtrack des Skateboard-Videospiels Tony Hawk’s Underground. Zu Heaven Knows erschien Rise Againsts erstes Musikvideo. Es ist auch auf der Fat Wreck Chords Retrospective Collection vertreten.

## Titelliste
Die Texte wurden von Tim McIlrath geschrieben, und die Musik wurde von Tim McIlrath, Joe Principe, Brandon Barnes und Todd Mohney komponiert.
| #  | Titel                                                                                   | Länge |
| -- | --------------------------------------------------------------------------------------- | ----- |
| 1  | Black Masks & Gasoline                                                                  | 2:59  |
| 2  | Heaven Knows                                                                            | 3:23  |
| 3  | Dead Ringer                                                                             | 1:31  |
| 4  | Halfway There                                                                           | 3:41  |
| 5  | Like the Angel                                                                          | 2:46  |
| 6  | Voices Off Camera                                                                       | 2:17  |
| 7  | Blood-Red, White & Blue                                                                 | 3:38  |
| 8  | Broken English                                                                          | 3:25  |
| 9  | Last Chance Blueprint                                                                   | 2:14  |
| 10 | To the Core                                                                             | 1:33  |
| 11 | Torches                                                                                 | 3:41  |
| 12 | Amber Changing                                                                          | 3:39  |
| 13 | Any Way You Want It (Ein Cover von Journey ist als Titel Data auf dem Album zu finden.) | 2:57  |